# Franse grondwet van 1795

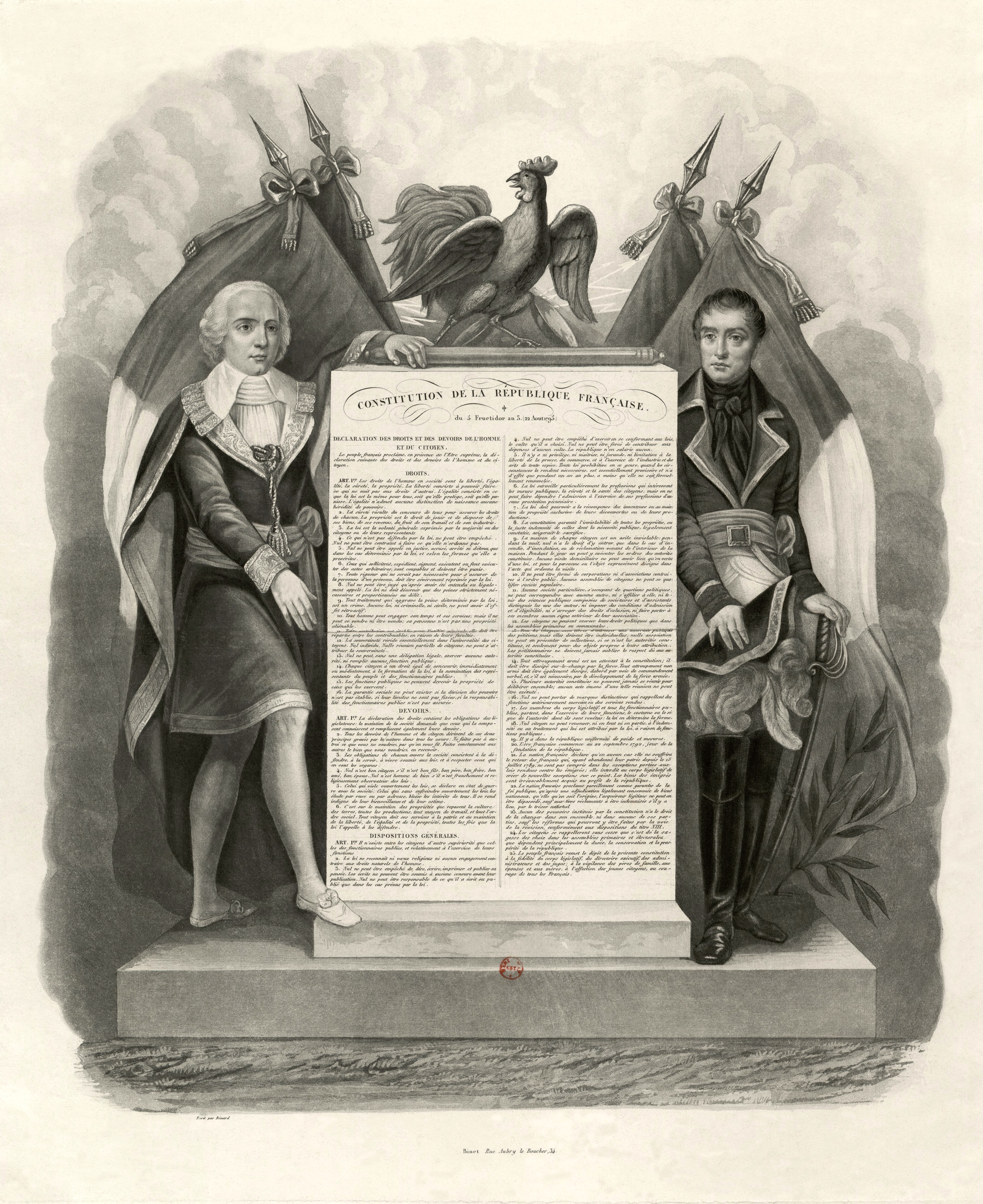

De Franse grondwet van 1795, ook bekend als de grondwet van 5 fructidor jaar III (Frans: Constitution du 5 fructidor an III) was de derde grondwet van de Eerste Franse Republiek. Hij kwam er na de Thermidoriaanse Reactie en vestigde het Directoire, een regime waar de uitvoerende macht centraal stond. Deze constitutie, die 377 artikelen telde, werd aangenomen door de Nationale Conventie op 22 augustus 1795, bekrachtigd bij plebisciet op 6 september en afgekondigd op 22 september. De Conventie werd daarna ontbonden maar liet twee derde van haar leden gegarandeerd herverkiezen. De grondwet bleef van kracht tot Napoleon Bonaparte met de staatsgreep van 18 Brumaire op 9 november 1799 een einde maakte aan de Franse Revolutie. 
De grondwet van 1795 was veel conservatiever dan de progressieve en democratische Franse grondwet van 1793, die vanwege de uitzonderingstoestand nooit was toegepast. Hij was opgesteld door Emmanuel-Joseph Sieyès, die het Schrikbewind had overleefd door zich tijdig terug te trekken. Zowel de gematigde republikeinen als de constitutionele monarchisten waren van mening dat zowel de democratie als de dictatuur de pas afgesneden moesten worden. Iedereen die pleitte voor herstel van de monarchie of voor herinvoering van de grondwet van 1793, werd met de dood of deportatie bedreigd. Er was opnieuw een preambule met grondrechten, die deze keer ook de nadruk legde op plichten: de Verklaringen van de rechten en de plichten van de mens en de burger. Broederschap werd vervangen door veiligheid en bescherming van eigendom.
In verschillende opzichten was het een terugkeer naar de Franse grondwet van 1791, maar dan als republiek en niet langer als constitutionele monarchie. Er kwam een strikte scheiding der machten. Kerk en staat werden gescheiden. Er kwam een tweekamerstelsel bestaande uit een Raad van Vijfhonderd en uit een Raad van Ouden met een opschortend recht van veto. Het cijnskiesrecht werd terug ingevoerd, zij het niet meer onder de oude terminologie van actieve en passieve burgers. Vrouwen bleven uitgesloten. 
Nog voordat de leden van het Directoire waren gekozen, kwam het tot onlusten. De royalisten wisten de oppositie op te jutten en twee maanden later gingen 30.000 man de straat op in de Opstand van 13 Vendémiaire. Paul Barras kreeg de leiding en stuurde generaal Napoleon Bonaparte af op de opstandelingen.